# Orgelbyggare Tomas Svenske
Orgelbyggare Tomas Svenske AB är ett Orgelbyggeri i Vänge, Uppsala kommun. Företaget grundades 20 juni 1990.

## Historia
Tomas Svenske föddes 17 oktober 1951 i Arvika. Han började arbeta 1974 som orgelbyggare i Knivsta. 20 juni 1988 grundade han företaget Orgelbyggare Tomas Svenske AB. Företaget blev 1993 medlem i Föreningen Svenskt Orgelbyggeri.

## Orgelverk
| År   | Ursprunglig kyrka | Stift | Manualer | Pedal        | Stämmor | Bevarad orgel/fasad | Övrigt |
| ---- | ----------------- | ----- | -------- | ------------ | ------- | ------------------- | ------ |
| 2011 | Lau kyrka         | Visby | 2        | Självständig | 12      | Ja/Ja               |        |

Firman har även restaurerat ett orkestrion och flera flöjtur.

## Renoveringar och ombyggnationer
| År        | Ursprunglig kyrka   | Stift     | Manualer | Pedal        | Stämmor | Bevarad orgel/fasad | Övrigt |
| --------- | ------------------- | --------- | -------- | ------------ | ------- | ------------------- | --- |
| 1988      | Tunabergskyrkan     | Uppsala   | 1        | Bihängd      | 4       | Ja/Ja               | Svenske omintonerade en orgel 1988. Orgeln var byggd 1967 av Grönlunds Orgelbyggeri AB, Gammelstad.                                                                |
| 1989–1990 | Oslättfors kyrka    | Uppsala   | 2        | Självständig | 10      | Ja/Ja               | Svenske flyttade och satte upp en orgel. Orgeln var byggd 1956 av Olof Hammarberg, Göteborg. Orgeln flyttades till kyrkan från Krokoms kyrksal, Rödöns församling. |
| 1990      | Jumkils kyrka       | Uppsala   | 1        | Självständig | 6       | Ja/Ja               | Svenske renoverades 1990 en orgel. Orgeln var byggd omkring 1740 av en okänd orgelbyggare.                                                                         |
| 1990      | Hofors kyrka        | Uppsala   | 3        | Självständig | 35      | Ja/Ja               | 1990 renoverade Svenske en orgel. Orgeln fick då ny traktur. Orgeln var byggd 1967–1968 av A Mårtenssons Orgelfabrik AB, Lund.                                     |
| 1996–1997 | Fröslunda kyrka     | Uppsala   |          |              |         |                     | Restaurering. |
| 1996–1997 | Hacksta kyrka       | Uppsala   |          |              |         |                     | |
| 2006–2008 | Sundre kyrka        | Visby     |          |              |         |                     | |
| 2007–2008 | Viby kyrka, Närke   | Strängnäs |          |              |         |                     | |
| 2012      | Hellvi kyrka        | Visby     |          |              |         |                     | Restaurering. |
| 2013      | Östergarns kyrka    | Visby     |          |              |         |                     | Restaurering av Tomas Christoffer och Monica Svenske. Besiktningen utfördes av Ulf Oldaeus.                                                                        |
|           | Enköpings-Näs kyrka | Uppsala   |          |              |         |                     | |
|           | Härkeberga kyrka    | Uppsala   |          |              |         |                     | |
|           | Hogräns kyrka       | Visby     |          |              |         |                     | |
|           | Ödeby kyrka         | Strängnäs |          |              |         |                     | |
|           | Teda kyrka          | Uppsala   |          |              |         |                     | |